# Mollisia chionea
Mollisia chionea är en svampart som beskrevs av Massee & Crossl. 1896. Mollisia chionea ingår i släktet Mollisia och familjen Dermateaceae.   Inga underarter finns listade i Catalogue of Life.